# Hard Sun
Hard Sun ist eine Krimiserie, die im Auftrag des Senders BBC One und der Videoplattform Hulu als britisch-US-amerikanische Koproduktion entstanden ist. Außerdem war das deutsche ZDF an der Serie beteiligt. Dieses strahlte die sechsteilige Serie im April 2018 an drei Abenden in deutscher Synchronisation und englischsprachiger Originalfassung als Doppelfolgen aus. Die Serie wurde zudem eine Woche vorab in der ZDFmediathek bereitgestellt. Ursprünglich für bis zu fünf Staffeln konzipiert, wurde von der BBC bestätigt, dass die Serie nach der ersten Staffel endet.

## Inhalt
Eher zufällig stolpern Detective Chief Inspector (DCI) Charlie Hicks und seine neue Kollegin Detective Inspector (DI) Elaine Renko über einen USB-Stick mit ominösen Dateien, als sie im Fall eines ermordeten Computer-Hackers ermitteln.
Fünf Jahre hat den Unterlagen zufolge die Menschheit noch, bis ein Ereignis, Codename „Hard Sun“, die Erde unbewohnbar macht. Eine schreckliche Wahrheit, die der Geheimdienst aus Sorge vor Chaos und Anarchie der Bevölkerung vorenthalten will.
MI5-Agentin Grace Morrigan heftet sich an die Fersen der beiden Ermittler, um zu verhindern, dass die brisanten Informationen an die Öffentlichkeit gelangen, und ist bereit, jeden zu töten, der den Inhalt des Dossiers kennt.
Die letzte Episode endet mit dem frühzeitig eingetretenen Beginn des apokalyptischen Ereignisses und somit auf einem Cliffhanger.

## Besetzung
Die deutschsprachige Synchronisation der Serie entstand bei der Cinephon Filmproduktions GmbH, Berlin unter Dialogbuch und Dialogregie von Stephan Hoffmann.
| Rolle           | Darsteller         | Synchronsprecher     |
| --------------- | ------------------ | -------------------- |
| Elaine Renko    | Agyness Deyn       | Mareile Moeller      |
| Charlie Hicks   | Jim Sturgess       | Nicola Devico Mamone |
| Grace Morrigan  | Nikki Amuka-Bird   | Andrea Aust          |
| Keith Greener   | Owain Arthur       |                      |
| Mishal Ali      | Varada Sethu       |                      |
| Roland Bell     | Derek Riddell      | Marcus Off           |
| George Mooney   | Adrian Rawlins     | Otto Strecker        |
| Herbie Sarafian | Joplin Sibtain     | Sven Brieger         |
| Daniel Renko    | Jojo Macari        | Jeremias Koschorz    |
| Simone Hicks    | Lorraine Burroughs |                      |
| Mari Butler     | Aisling Bea        | Anja Mentzendorff    |
| Will Benedetti  | Ukweli Roach       |                      |

## Episodenliste
| Folge | Titel   | Erstausstrahlung D | Originaltitel                    | Erstausstrahlung UK |
| ----- | ------- | ------------------ | -------------------------------- | ------------------- |
| 1     | Folge 1 | 16. April 2018     | The Sun, The Moon, The Truth     | 6. Januar 2018      |
| 2     | Folge 1 | 16. April 2018     | One Thousand, Eight Hundred Days | 6. Januar 2018      |
| 3     | Folge 2 | 22. April 2018     | Luke 21:25                       | 6. Januar 2018      |
| 4     | Folge 2 | 22. April 2018     | Can You Hear Him Now?            | 6. Januar 2018      |
| 5     | Folge 3 | 23. April 2018     | Not The End Of The World         | 6. Januar 2018      |
| 6     | Folge 3 | 23. April 2018     | Sun Day                          | 6. Januar 2018      |

## Weitere Veröffentlichungen
Auf DVD und Blu-ray wurde die Serie im Vereinigten Königreich am 19. Februar 2018 veröffentlicht, im deutschsprachigen Raum am 24. April 2018. Im Streaming-Angebot von z. B. Amazons Prime Video wurde die Serie in sechs Folgen zwischen dem 16. und 23. April 2018 veröffentlicht.